# Lebara Danmark
 Der er for få eller ingen kildehenvisninger i denne artikel, hvilket er et problem. Du kan hjælpe ved at angive troværdige kilder til de påstande, som fremføres i artiklen.

Lebara Danmark er et dansk teleselskab, beliggende på Bådehavnsgade i København. Selskabet kom til Danmark i 2005, og er en del af den engelske Lebara Group, som blev stiftet i 2001. Lebara Danmark er et af de største uafhængige[kilde mangler] teleselskaber i Danmark. Lebara benytter Telenors mobilnetværk.
Selskabet profilerer sig på taletidskort og udlandstelefoni. I slutningen af 2009 havde Lebara internationalt en kundebase på 2.5 millioner. Udover hovedkontoret i England, findes der afdelinger i Tyskland, Frankrig, Australien, Holland, Spanien og Schweiz. Lebara havde i 2009 16 ansatte og en omsætning på 165 mio. kr. i Danmark.